# Graller d'Alsamora
El Graller d'Alsamora, també anomenat Forat llarg, és un avenc de Sant Esteve de la Sarga, al Pallars Jussà, dins de l'àmbit del poble d'Alsamora, del qual pren el nom.
És a 1.554 msnm a la part occidental del Montsec d'Ares, 250 m. al nord-est del cim de la Corona, a la mateixa carena superior, anomenada en aquest lloc Serrat de la Corona.
Obert en terres calcàries del Campanià-Maastrichtià, arriba a una fondària de 98 metres des de la boca. Aquesta boca, d'uns 30 metres de llargària per 5 d'amplària, es presenta mig amagada per la vegetació en un pla inclinat, amb força desnivell entre els dos costats de la boca (uns 10 metres). Sota la boca s'obre un pou força vertical, d'uns 90 metres, amb un estrenyiment important cap a la meitat. Un cop a baix, s'obre una galeria d'uns 80 metres de longitud, que aprofita una fractura del terreny. Fa un pendent pronunciat que es redueix en el seu tram final.
Situat en un territori amb moltes cavitats, el Graller d'Alsamora està envoltat de tot d'altres avencs: a l'oest-nord-oest, el Graller Petit d'Alsamora; al nord-oest, l'Avenc de les Comarques, al nord-nord-oest, el Graller de l'Oró, al nord-est, lo Cambrot i a l'est, a més distància, el Graller del Boixeguer.